# Centro Esportivo Natalense
O Centro Esportivo Natalense foi um clube brasileiro de futebol, com sede em Natal, capital do estado do Rio Grande do Norte. É também uma das equipes fundadoras da Federação Norte-Rio-Grandense de Futebol (FNF), e uma das primeiras do Brasil a ter uma equipe feminina.

## História
A equipe natalense foi fundada no ano de 1918 por Antônio Afonso Monteiro Chagas, e contou com a ajuda de Henrique Castriciano Souza, famoso político e escritor potiguar e João Fernandes Campos Café Filho, ou só Café Filho o 18º presidente do Brasil. Esse que por sua vez era grande incentivador do esporte no estado, e diante da impossibilidade de contar com o Alecrim - clube que defendeu como goleiro - que passava por dificuldades financeiras, e pela decisão de ter ao menos três clubes participantes na fundação da Federação Norte-Rio-Grandense de Futebol (FNF) para juntos participarem do primeiro torneio estadual, criou-se o Centro Sportivo Natalense.
Naquela época, o futebol era praticado em terrenos descampados, em localidades onde hoje estão a Praça André de Albuquerque (Rua Grande) e a Praça Pedro Velho, ou no "Polígono Tirol-Deodoro", no bairro do Tirol.
Devido sua localização geográfica, o Rio Grande do Norte era ponto estratégico durante a Primeira Guerra Mundial, por este motivo a primeira equipe do clube foi formada por marinheiros e oficiais lotados no Porto de Natal que aqui estavam. A localização também favoreceu a empatia da população da região, a equipe tinha muitos torcedores nos bairros: Cidade Alta e Alecrim, e seu primeiro uniforme possuía uma camisa verde com faixa amarela e calção branco.

## Pioneirismo feminino
O Centro Esportivo Natalense foi o primeiro clube do Rio Grande do Norte a ter também uma equipe feminina. A revistas carioca "Vida Sportiva" já destacava a participação das mulheres potiguares nas práticas esportivas no início do século XX, algo raro em todo país. Café Filho também foi um incentivador da modalidade esportiva para mulheres.
Um dos registros mais antigos é datado no ano de 1920, uma competição realizada no Sítio Senegal, pertencente ao Coronel Joaquim Manoel, onde hoje encontra-se o 16º RI, o fato curioso, para além da vitória do Centro Natalense por 12 a 0 sobre a equipe do ABC na competição, é a participação da atleta Jandira Carvalho de Oliveira Café, que viria futuramente a ser conhecida como Jandira Café primeira dama e esposa de Café Filho.

## Polêmica sobre os títulos estaduais
A primeira competição estadual ocorreu em 1918, no ano de fundação da federação. Competição que teve a participação das três equipes fundadoras, o Centro Natalense liderava a competição mas faltava apenas a partida entre o ABC x América, porém, a partida não ocorreu em detrimento do agravamento da Gripe Espanhola no mundo, a federação por sua vez não homologou o Centro como primeiro campeão.

O pesquisador e estudioso do futebol potiguar, Marcos Trindade, destaca:
Em alguns anos, especificamente em 1918 e na década de 1920, algumas edições não terminaram ou não houve. Mas, em 1918, o Centro Natalense pode ser considerado campeão, liderava. Assim como em 1936, mas nesse ano, o ABC foi declarado campeão.
Logo após o encerramento das atividades do clube, o ABC passou a reivindicar este título alegando que o campeonato ficou empatado e não houve uma nova decisão. O ABC também reivindica outros títulos e se apossou de alguns outros.
A reanálise da realização ou não das competições estaduais dos anos 1910 e 1920 implicaria na diminuição do número de títulos dos maiores clubes e campeões estaduais do estado respectivamente, gerando de fato uma grande polemica.

## Fim das atividades
A equipe do Centro Natalense era formada em sua grande maioria por militares da Marinha do Brasil. Os militares eram liberados pelo comandante Monteiro Chagas, porém, após sua transferência, não houve mais a montagem de uma elenco para disputar as competições locais e como consequência o clube mudou de nome em 1922 para Clube Atlético Potiguar de Natal.

## Títulos
- Campeonato Potiguar: 1921.
- Vice-Campeonato Potiguar: 2 vezes (1919 e 1920).